# گمینا شویلچا
گمینا شویلچا (به لهستانی:  Gmina Świlcza) یک گمینا در لهستان است که در شهرستان ژشوف واقع شده‌است. گمینا شویلچا ۱۲۸٫۴۲ کیلومتر مربع مساحت و ۱۸٬۸۱۹ نفر جمعیت دارد.